# みずとり (駆潜艇)
みずとり（ローマ字：JDS Mizutori, PC-311、ASU-89）は、海上自衛隊の駆潜艇。みずとり型駆潜艇の1番艇。艇名は水鳥に由来する。

## 艦歴
「みずとり」は、昭和33年度計画甲型駆潜艇3011号艇として、1959年3月13日に川崎重工業神戸工場で起工され、1959年9月22日に進水、1960年2月27日に就役し、大湊地方隊に編入された。同年2月29日、舞鶴地方隊に編入。
1960年3月15日、舞鶴地方隊隷下に第4駆潜隊が新編され同日付で就役した「やまどり」とともに編入された。
1981年3月27日、特務艇に種別変更され船籍番号がASU-89となり、舞鶴地方隊直轄艇となる。
1985年3月27日、除籍。